# Morus mesozygia
Morus mesozygia là một loài thực vật có hoa trong họ Moraceae. Loài này được Stapf mô tả khoa học đầu tiên năm 1909.